# Aguiaria excelsa
Aguiaria  es un género monotípico de fanerógamas perteneciente a la familia de las  malváceas. Incluye una sola especie Aguiaria excelsa Ducke,  originaria de Brasil. 

## Taxonomía
Fue descrito por el botánico, entomólogo y etnólogo brasileño, de origen italiano, Adolpho Ducke  y publicado en Annaes da Academia Brasileira de Sciencias 7(4): 329-331, t., en el año 1935. (31 Dec 1935)
Etimología
El nombre del género fue otorgado en honor de Joaquim Macedo de Aguiar, médico, explorador y botánico portugués. 
excelsa: epíteto latíno que significa "alta".